# Mikkel Borch-Jacobsen
Mikkel Borch-Jacobsen (1951) è un filosofo danese naturalizzato francese, autore di numerosi libri sulla storia della psichiatria, della psicanalisi e dell'ipnosi.

## Biografia
Dopo studi in filosofia con Philippe Lacoue-Labarthe e Jean-Luc Nancy, due filosofi vicini a Jacques Derrida, sostiene una tesi su Il soggetto freudiano a Strasburgo nel 1981 e insegna presso il dipartimento di psicanalisi di Vincennes, bastione di Jacques Lacan. Nel 1983 partecipa a un incontro sull'ipnosi presso l'ospedale Fernand Vidal assieme a Léon Chertok, René Girard e François Roustang. Rinuncia a diventare psicanalista e parte per gli Stati Uniti nel 1986. Nel 1987 è insignito del "Prix de la Psyche" dell'Association Française d'Études et de Recherches Psychiatriques.  È attualmente professore di letteratura comparata presso l'Università di Washington a Seattle.

## Opere
- Le Sujet freudien, 1982, ripubblicato nel 1992 con una prefazione di François Roustang
- con Éric Michaud e Jean-Luc Nancy: Hypnoses, 1984
- con Léon Chertok: Hypnose et psychanalyse, 1987
- Lacan, le maître absolu, 1991; Lacan, il maestro assoluto (Einaudi 1999)
- Le lien affectif, 1992
- Souvenirs d'Anna O.: une mystification centenaire, 1996; Ricordi di Anna O. (Garzanti 1996; tr. di Idolina Landolfi)
- Folies à plusieurs: de l'hystérie à la dépression, 2002
- con Bernard Granger, dibattito con Georges Fischman: Constructivisme et psychanalyse, 2005
- con Jean Cottraux, Jacques van Rillaer, Didier Pleux e Catherine Meyer: Le Livre noir de la psychanalyse, 2005; Il libro nero della psicanalisi (Fazi 2006; tr. di Emilia Bitossi)
- con Sonu Shamdasani: Le dossier Freud. Enquête sur l'histoire de la psychanalyse, 2006